# Neretva ’93 hadművelet
A Neretva ’93 hadművelet a Bosznia-Hercegovinai Hadsereg (ARBiH) hadművelete volt a Horvát Védelmi Tanács (HVO) erői ellen 1993 szeptemberében a Gornji Vakuftól, Mostartól délre húzódó 200 km hosszú fronton, amely a bosnyák-horvát háborúban az 1993-as év egyik legnagyobb hadművelete volt. A bosnyák hadsereg azt tervezte, hogy átveszi az irányítást a Neretva-völgy felett, és kitör az Adriai-tengerre. A hadműveletet a bosnyák-horvát konfliktus csúcspontján, 1993 őszétől 1994 tavaszáig bonyolították le. Az ARBiH korlátozott mértékben haladt előre Hercegovina északi részén és Mostar környékén, de a Neretva déli szakaszán, ahol a HVO megtartotta az ellenőrzést, nem ért el áttörést. A műveletet októberben leállították. A hadművelet során a grabovicai és uzdoli mészárlásban több tucat horvát civil vesztette életét.

## Előzmények
1993 augusztusa és szeptembere döntő jelentőségű volt a háború további lefolyása szempontjából. A Medaki zsebben lévő szerb hadsereg Gospić megtámadását és elfoglalását tervezte, az ARBiH pedig ezzel egy időben azt tervezte, hogy a Neretva ’93 hadművelettel Mostaron és a Neretva-völgyön keresztül eléri a tengert. A horvát hadsereg a hírszerző szolgálatainak (elsősorban az Elektronikus Felderítő Központnak) köszönhetően, elsősorban az alig két órával a tervezett szerb támadás kezdete előtt a Medaki zsebben indított hadművelettel elkerülte a horvát államot ért végzetes csapást. A Medaki zseb hadműveletnek és Mostar sikeres horvát védelmének köszönhetően Horvátország győztesen került ki a háborúból. De a dolgok másként is végződhettek volna. Amíg Horvátország 1993 júliusában 160 ezer Bosznia-Hercegovinából érkezett muszlim menekültet fogadott be, Izetbegović bosznia-hercegovinai hadserege elfoglalta Bugojnót, és Bugojno község teljes területéről megindult a mintegy 13 ezer horvát civil elvándorlása. A bosznia-hercegovinai hadsereg a muszlim vezetés politikáját végrehajtva folytatta támadását és 1993. július 28-án az ARBiH 4. hadtestéhez tartozó 44. hegyi dandár a környező falvakból érkezett muszlimok támogatásával körülvette Doljanét, kilenc civilt, a HVO 33 tagját megölte, és 185 horvátot vitt fogolytáborba. Ezt követően az ARBiH 3. hadtestének 303. és 314. dandárjának szabotőrei 1993. augusztus 16-án a Žepčétől keletre fekvő Kiseljak faluban 43 horvátot öltek meg.
A „Neretva ’93” hadművelet, a „Bugojnótól Mostarig” tartó muszlim offenzíva hullámán, a muszlim katonai vezetés 1993. augusztus 21-én és 22-én tervezte meg Zenicában. Ebben a hadműveletben az ABiH azt tervezte, hogy elfoglalja Vrdi falut (amely döntő fontosságú volt Mostar horvát védelmében), feloldja Mostar, valamint Donja és Gornja Drežnica, valamint a Jablanica – Mostar út blokádját. Ehhez a hadművelethez, hogy a horvát védelemmel szemben további fölényt érjenek el, erősítésként a körülvett Szarajevóból Mostar területére érkezett az ARBiH 1. hadteste. Vrdi falu körül már 1993. szeptember 6-án heves támadások kezdődtek a HVO ellen. Ha a Vrdi körüli horvát állások elestek volna abban a támadásban, Nyugat-Mostar védelme szinte lehetetlen lett volna. A Horvát Védelmi Tanács (HVO) katonái sikeresen megállították ezt a támadást, és ezzel megvédték pozícióikat és a horvát lakosságot Mostarban, de nem sikerült megmenteniük Grabovica falu lakóit, ahol 1993. szeptember 9-én a bosznia-hercegovinai hadsereg 32 horvátot ölt meg, sem Uzdol falu (Prozor-Rama község) lakóit 1993. szeptember 14-én, amikor az ARBiH 41 horvátot (29 civilt és 12 HVO-katonát) ölt meg. Sok horvát még ma sincs tisztában azzal, hogy a bosznia-hercegovinai horvát nép mekkora árat fizetett szabadságáért és Horvátországért azzal, hogy 1993-ban létfontosságú időt biztosított Horvátországnak.
Miután 1993 augusztusában Gornji Vakuf nagy részét elfoglalta a Bosznia-Hercegovinai Köztársaság hadserege (ARBiH), a harcok Prozor felé húzódtak, ahol a Horvát Védelmi Tanács (HVO) és az ARBiH az előző hónapokban a közeli falvakban harcolt. Egyiknek sem volt teljes ellenőrzése a terület felett, így az augusztust és szeptembert mindkét fél a Prozor melletti dombok és hegyek mentén harcolva töltötte. Szeptember 1-jén Genfben Alija Izetbegović bosnyák elnök újabb területi követelésekkel állt elő, kijutást kérve Neumnál a tengerhez, amit a hercegovinai horvátok vezetője, Boban kategorikusan megtagadott. A bosznia-hercegovinai hadsereg nem hagyta abba a Bosznia-Hercegovina horvátok lakta területeinek támadásait, noha parancsnokai azt mondták, hogy fegyverszünetről akarnak tárgyalni. Szeptember 2-án a zágrábi Védelmi és Nemzetbiztonsági Tanács Franjo Tuđman elnökletével egyhangúlag mondott nemet a muzulmánok Neumnál történő tengerre jutására. A bosznia-hercegovinai tárgyalásokat Genfben befejezték. Szeptember 3-án a muszlim hadsereg Mostarban mindenféle provokáció nélkül négy embert ölt meg, és 19 embert, köztük hét gyereket megsebesített aknavetőkkel. Szeptember 5-én az UNPROFOR tagjai segítettek a muszlim hadseregnek Mačkovec közelében a harcosok odahozatalában és a sebesültek evakuálásában – jelentette be a HVO mostari főhadiszállása.

## A hadművelet
1993 szeptemberében a boszniai kormány elindította a Neretva ’93 hadműveletet, amely az egyik eddigi legösszetettebb erőfeszítése volt az HVO ellen. A művelethez Sefer Halilovićnak rendelték alá az ARBiH 1., 3., 4. és 6. hadtestének egységeit, majd az ARBiH csapatai a Lašva-völgyben és a teljes frontvonalon Gornji Vakuftól délre Jablanicáig, Mostaron át és tovább délre a Buna folyóig a HVO által birtokolt enklávék ellen összehangolt támadásokat indítottak. A 9. dandár, a 10. dandár és a 2. független zászlóalj egységeit, amelyek mindegyike az ARBiH 1. hadtestének volt alárendelve, Szarajevóból a Jablanica szektorba küldték. Vitez térségében az egyidejű északi és déli támadás során az ARBiH egy ponton áttörte a HVO vonalait, de végül visszaszorultak.
Prozor és Jablanica között az ARBiH kissé nyugatra tolta a konfrontációs vonalat, és több napos harc után dél felé haladt Mostar felé. Az ARBiH támadás középpontjában a Neretva folyó közelében található Vrdi HVO-erőd állt, abból a célból, hogy megszerezzék az ellenőrzést a Mostarba északról és nyugatról vezető utak felett. 1993 szeptemberében, a Vrdi erőd tüzérségi bombázása után az ARBiH gyalogság sikertelenül támadta meg az erődöt, és a HVO erőinek sikerült visszaverniük a támadást. Mostarban az ARBiH és a HVO erői a városban, valamint Bijelo Polje és Raštani külvárosában csaptak össze. Az ARBiH a városból kifelé három irányban történő támadással korlátozott területi nyereséget ért el. A HVO szeptember 23-án a város ARBiH által ellenőrzött keleti részére irányuló tüzérségi tűzzel válaszolt, szeptember 24-én pedig hatástalan ellentámadást indított. Az ARBiH és a HVO tüzérsége tovább károsította a várost, de egyik fél sem ért el jelentős eredményt. Több napos tárgyalások után október 3-án a felek tűzszünetet kötöttek, a Neretva '93 hadművelet valódi befejezésének azonban az 1994. március 18-án aláírt washingtoni egyezményt tekintik.

## Következmények
A HVO megtartotta az ellenőrzést a Prozor körüli terület felett, és Nyugat-Mostarban. Az ARBiH-nak sikerült biztosítania Jablanica és Vrdi közötti területet, és átvette az ellenőrést a Grabovicából Potoci és Vrapčići között északkeletre, a Mostarba vezető út felett.

## Fordítás
- Ez a szócikk részben vagy egészben  az   Operation Neretva '93 című angol Wikipédia-szócikk ezen változatának fordításán alapul.  Az eredeti cikk szerkesztőit annak laptörténete sorolja fel. Ez a jelzés csupán a megfogalmazás eredetét és a szerzői jogokat jelzi, nem szolgál a cikkben szereplő információk forrásmegjelöléseként.
- Ez a szócikk részben vagy egészben  az   Operacija Neretva '93 című horvát Wikipédia-szócikk ezen változatának fordításán alapul.  Az eredeti cikk szerkesztőit annak laptörténete sorolja fel. Ez a jelzés csupán a megfogalmazás eredetét és a szerzői jogokat jelzi, nem szolgál a cikkben szereplő információk forrásmegjelöléseként.